# Black Sails
Black Sails es una serie de televisión dramática transmitida del 25 de enero del 2014 hasta el 2 de abril del 2017 a través de la cadena Starz. La serie fue creada por Jonathan E. Steinberg y Robert Levine.
Es una precuela de la novela Treasure Island (en español, La isla del tesoro), de Robert Louis Stevenson. La serie transcurre veinte años antes de los sucesos de la novela.
La serie contó con la participación invitada de actores como Harriet Walter, Langley Kirkwood, Chris Larkin, Jeremy Crutchley, Tyrone Keogh, James Gracie, entre otros.
El 31 de julio de 2015 se anunció que la serie había sido renovada para una cuarta temporada, la cual fue estrenada el 27 de enero de 2017. El 20 de julio del 2016 se anunció que la cuarta temporada sería la última de la serie, emitiendo su episodio final el 2 de abril de 2017.

## Historia
En 1715, en las Antillas, los piratas de la isla amenazan el comercio marítimo en la región. Las leyes de todos los países civilizados los declaran "hostis humani generis" (enemigos de toda la humanidad), y en respuesta, los piratas se adhieren a su propia doctrina: "Guerra contra el mundo". 
Durante la Edad de oro de la piratería el temido Capitán Flint recluta a miembros más jóvenes para que formen parte de su tripulación mientras luchan por la supervivencia en la isla Nueva Providencia. Poco después, Flint decide unirse a Eleanor Guthrie, la hija del mayor contrabandista del mercado negro en la isla, para ir por el mayor botín: El "Urca de Lima", un galeón español que transporta lo equivalente a cinco millones de monedas de oro. 

### Personajes
- Capitán James Flint (Toby Stephens) es el capitán del Walrus. Se le conoce como uno de los piratas más temidos de la Edad Dorada de la piratería. Tras su carisma se esconde un temperamento visceral y una cierta propensión a la violencia. Está decidido a cualquier cosa para mantener a raya a los ejércitos británico y español.

- Eleanor Guthrie (Hannah New), dotada de una gran belleza y decisión, es la hija de Richard Guthrie, el mercader más rico de las Bahamas y el proveedor más importante de los barcos piratas que llegan a Nueva Providencia. Con su padre ausente, se ocupa de dirigir la taberna de la calle principal de Nasáu, una posición que le otorga una gran influencia.

- John Silver (Luke Arnold), marinero de poca monta que se enrola como pirata en la tripulación del capitán Flint. Es un oportunista nato y está en posesión de la hoja de ruta que Flint tanto desea. Individualista hasta la médula, no lleva bien la relación con sus superiores, lo que le conduce a más de un conflicto.

- Billy Bones (Tom Hopper), el contramaestre del barco de Flint y uno de los hombres más afines al capitán. Su total confianza en los principios de la causa pirata se pondrá a prueba en más de una ocasión a medida que los planes de Flint avancen.

- Capitán Charles Vane (Zach McGowan), es el gran rival del capitán Flint. Se le conoce tanto por su temperamento visceral como por su capacidad de hacerse con grandes botines.

- Jack Rackham (Toby Schmitz) es la mano derecha de Vane. Es el cerebro que se esconde tras el músculo del capitán y, en muchos aspectos, resulta más peligroso que él.

- Max (Jessica Parker Kennedy), seductora, astuta y calculadora, es una de las prostitutas del burdel situado en la taberna. Ha encontrado dónde refugiarse en los brazos de Eleanor Guthrie, pero cuando los intereses de ambas entran en conflicto, su relación se tensa.

- Anne Bonny (Clara Paget); su atractivo y su sangre fría se unen a una personalidad muy peligrosa. Mantiene una relación con Rackham y es la secuaz más mortífera de Vane.

- Gates (Mark Ryan) es la mano derecha de Flint y actúa como enlace entre la tripulación y el capitán. Es el más veterano a bordo y su lealtad hacia Flint es a prueba de bombas.

- Sr. Scott (Hakeem Kae-Kazim), el asesor de Eleanor Guthrie, es un antiguo esclavo de su padre. Su relación con Eleanor se pondrá a prueba a medida que el plan de Flint se vaya desarrollando.

| Actor                  | Personaje                 | Ocupación                                       | Episodios | Duración    | Estado |
| ---------------------- | ------------------------- | ----------------------------------------------- | --------- | ----------- | ------ |
| Toby Stephens          | Cap. James Flint          | Capitán del Walrus y el Spanish Man O'War       | 38        | 2014 - 2017 | Vivo   |
| Hannah New             | Eleanor Guthrie           | Comerciante                                     | 36        | 2014 - 2017 | Muerta |
| Toby Schmitz           | Cap. Jack Rackham         | Pirata y capitán del Colonial Dawn y el Lion    | 37        | 2014 - 2017 | Vivo   |
| Clara Paget            | Anne Bonny                | Pirata y pareja de Jack Rackham                 | 35        | 2014 - 2017 | Viva   |
| Luke Arnold            | John Silver               | Pirata del Walrus y el Spanish Man O'War        | 38        | 2014 - 2017 | Vivo   |
| Jessica Parker Kennedy | Max                       | Prostituta francesa / Madame                    | 36        | 2014 - 2017 | Viva   |
| Tom Hopper             | Billy "Bones" Manderly    | Contramaestre del Walrus y el Spanish Man O'War | 34        | 2014 - 2017 | Vivo   |
| Luke Roberts           | Woodes Rogers             | Gobernador de las Bahamas                       | 20        | 2016 - 2017 | Vivo   |
| Zethu Dlomo            | Madi                      | Reina de los Maroons                            | 17        | 2016 - 2017 | Viva   |
| Ray Stevenson          | Edward Teach "Barbanegra" | Capitán del Queen's Anne Revenge                | 13        | 2016 - 2017 | Muerto |
| David Wilmot           | Israel Hands              | Ex-contramaestre del Queen's Anne Revenge       | 10        | 2017        | Vivo   |

### Personajes recurrentes
| Actor                  | Personaje     | Ocupación                                                         | Episodios | Duración          | Estado |
| ---------------------- | ------------- | ----------------------------------------------------------------- | --------- | ----------------- | ------ |
| Winston Chong          | Joji          | Tripulante del barco Spanish Man O' War                           | 35        | 2014 - 2017       | Muerto |
| Andre Jacobs           | DeGroot       | Tripulante y carpintero de los barcos Walrus y Spanish Man O' War | 31        | 2014 - 2017       | Muerto |
| Laudo Liebenberg       | Dooley        | Tripulante del Walrus                                             | 27        | 2015 - 2017       | Muerto |
| Lise Slabber           | Idelle        | Prostituta y Acompañante                                          | 27        | 2014 - 2017       | Viva   |
| Craig Jackson          | Featherstone  | Contramaestre del barco Colonial Dawn                             | 24        | 2015 - 2017       | Vivo   |
| Andrian Mazive         | Kofi          | -                                                                 | 15        | 2016 - 2017       | -      |
| Anna-Louise Plowman    | Mrs. Hudson   | Mucama de Woodes Rogers                                           | 15        | 2016 - 2017       | -      |
| Chris Fisher           | Ben Gunn      | Prisionero en Maroons / Tripulante del Walrus                     | 15        | 2016 - 2017       | -      |
| David Butler           | Frasier       | Tasador de Nassau                                                 | 15        | 2014 - 2015, 2017 | -      |
| Alistair Moulton Black | Howell        | Tripulante y médico del Spanish Man O' War                        | 14        | 2014 - 2017       | -      |
| Wilson Carpenter       | Ellers        | -                                                                 | 14        | 2016 - 2017       | -      |
| Fiona Ramsay           | Mrs. Mapleton | Dueña del burdel                                                  | 11        | 2014 - 2017       | -      |
| Sibongile Mlambo       | Eme           | Esclava en el "Andromache"                                        | 10        | 2014 - 2017       | -      |
| Dale Jackson           | Lt. Utley     | Teniente                                                          | 10        | 2017              | -      |
| Mark Elderkin          | Lambrick      | Pastor                                                            | 9         | 2014 - 2017       | -      |
| Aidan Whytock          | Jacob Garrett | Pirata del barco Intrepid                                         | 9         | 2015 - 2017       | -      |
| Adam Neill             | Mr. Soames    | -                                                                 | 9         | 2016 - 2017       | -      |
| Moshidi Motshegwa      | -             | Reina Maroon                                                      | 9         | 2016 - 2017       | -      |
| Sizo Mahlangu          | Obi           | -                                                                 | 9         | 2017              | -      |
| Craig Hawks            | Reuben        | -                                                                 | 8         | 2016 - 2017       | -      |
| Rory Acton Burnell     | Colin         | -                                                                 | 7         | 2016 - 2017       | -      |
| Tinah Mnumzana         | Ruth          | -                                                                 | 5         | 2017              | -      |
| Chris Larkin           | Berringer     | Capitán de la Marina Real                                         | 3         | 2017              | Muerto |

### Antiguos personajes principales
| Actor                | Personaje          | Ocupación                  | Episodios | Duración   | Estado | Causa                                                     |
| -------------------- | ------------------ | -------------------------- | --------- | ---------- | ------ | --------------------------------------------------------- |
| Zach McGowan         | Cap. Charles Vane  | Capitán del barco "Ranger" | 27        | 2014 -2016 | Muerto | Ahorcado por piratería en Nassau                          |
| Hakeem Kazim         | Mr. Scott          | Siervo de Eleanor Guthrie  | 23        | 2014-2016  | Muerto | Pereció tras días de agonía después de recibir un disparo |
| Patrick Lyster       | Benjamin Hornigold | Capitán del barco "Lion"   | 22        | 2014-2016  | Muerto | Asesinado de un disparo en el pecho por James Flint       |
| Louise Barnes        | Miranda Barlow     | Viuda de Thomas Hamilton   | 19        | 2014-2015  | Muerta | Asesinada de un disparo en la cabeza por William Rhett    |
| Sean Cameron Michael | Richard Guthrie    | Gobernador / comerciante   | 11        | 2014-2015  | Muerto | Asesinado por los hombres de Charles Vane                 |
| Mark Ryan            | Hal Gates          | Oficial del barco "Walrus" | 8         | 2014       | Muerto | En un forcejeo Flint le rompe el cuello                   |

### Antiguos personajes recurrentes
| Actor                      | Personaje         | Ocupación                                              | Episodios | Duración   | Estado | Causa                                                        |
| -------------------------- | ----------------- | ------------------------------------------------------ | --------- | ---------- | ------ | ------------------------------------------------------------ |
| Jannes Eiselen Roland Reed | Dufresne          | Contador del barco "Walrus" y "Man O' War"             | 7 13      | 2014-2016  | Muerto | Asesinado por John Silver                                    |
| Lawrence Joffe             | Randall           | Miembro del barco "Walrus" y "Man O' War"              | 16        | 2014-2015  | Muerto | Asesinado por los hombres de Charles Vane                    |
| Richard W. Firth           | Muldoon           | Miembro del barco "Man O' War"                         | 14        | 2014-2016  | Muerto | Asesinado por Anne Bonny                                     |
| Dylan Skews                | Logan             | Miembro del barco "Walrus"                             | 14        | 2014-2015  | Muerto | Asesinado por Anne Bonny al cortarle la garganta             |
| Richard Lukunku            | Joshua            | Miembro del "Man O' War"                               | 13        | 2014-2015  | Muerto | Asesinado por los hombres de Charles Vane                    |
| Richard Lothian            | Mr. Dobbs         | Miembro del barco "Walrus"                             | 10        | 2016       | Muerto | Asesinado por Benjamin Hornigold de un disparo               |
| Calvin Hayward             | Wayne             | -                                                      | 10        | 2015-2016  | -      | -                                                            |
| Meganne Young              | Abigail Ashe      | Hija del Gobernador                                    | 9         | 2015       | -      | -                                                            |
| Graham Weir                | Naft              | Capitán del barco "Intrepid"                           | 7         | 2014-2015  | -      | -                                                            |
| Karl Thaning               | O'Malley          | Guardaespaldas de Eleonor                              | 7         | 2014-2015  | Muerto | Asesinado por Ned Low                                        |
| Patrick Lavisa             | Babatunde         | Guardaespaldas de Eleonor                              | 6         | 2014-2015  | Muerto | Asesinado por los hombres de Hornigold al proteger a Eleanor |
| Robert Hobbs               | Jenks             | Pirata del barco "Fancy"                               | 6         | 2015       | -      | -                                                            |
| John Herbert               | Geoffrey Lawrence | Capitán del barco "Black Hind"                         | 6         | 2014-2015  | -      | -                                                            |
| Jason Cope                 | Chamberlain       | Comodoro de la Marina Real                             | 6         | 2016       | -      | -                                                            |
| Moshidi Motshegwa          | Reina Maroons     | Reina de la Isla Maroons                               | 6         | 2016       | -      | -                                                            |
| Rupert Penry-Jones         | Thomas Hamilton   | Oficial de la Marina Real                              | 6         | 2015, 2017 | Vivo   |                                                              |
| Nick Boraine               | Peter Ashe        | Gobernador de Charles Town                             | 5         | 2015       | Muerto | Asesinado por James Flint para vengar la muerte de Miranda   |
| Adrian Collins             | Vincent           | Miembro del "Man O' War"                               | 5         | 2015       | Muerto | Asesinado por Jenks                                          |
| Tadhg Murphy               | Ned Low           | Capitán del Barco "Fancy"                              | 4         | 2015       | Muerto | Asesinado por Charles Vane                                   |
| Jeremy Crutchley           | Morley            | Miembro del barco "Walrus"                             | 4         | 2014       | Muerto | Aplastado por el barco "Walrus" al intentar salvar a Randall |
| Neels Clasen               | Hamund            | Miembro del barco "Ranger"                             | 4         | 2014       | Muerto | Asesinado por Anne Bonny                                     |
| Nic Rasenti                | Holmes            | Miembro del barco "Fancy"                              | 4         | 2015       | Muerto | Asesinado por los hombres de Charles Vane                    |
| David Dukas                | Hume              | Capitán de la Marina Real Comandante del "Scarborough" | 4         | 2014-2015  | -      | -                                                            |
| Lars A. Hansen             | William Rhett     | Coronel                                                | 3         | 2015       | Muerto | Asesinado a cañonazos por la gente del "Man O' War"          |
| Danny Keogh                | Alfred Hamilton   | Suegro de Miranda Barlow                               | 3         | 2015       | Muerto | Asesinado por James Flint                                    |
| Langley Kirkwood           | Dyfed Bryson      | Capitán del "Andromache"                               | 3         | 2014       | Muerto | Asesinado por Eme                                            |
| Tyrel Meyer                | Nicholas          | Miembro del barco "Walrus"                             | 3         | 2015       | Muerto | Asesinado por Vincent                                        |
| Dean McCoubrey             | Hayes             | Oficial del "Andromache"                               | 3         | 2014       | Muerto | Asesinado por unos esclavos que se habían liberado           |
| Garth Collins              | Albinus           | Pirata                                                 | 3         | 2014       | Muerto | Asesinado por Charles Vane                                   |
| Brendan Murray             | Meeks             | Intendente del Barco "Fancy"                           | 2         | 2015       | Muerto | Asesinado por Ned Low                                        |
| Jarrid Geduld              | Crisp             | Miembro del barco "Walrus"                             | 2         | 2014       | Muerto | Aecibió un disparo en la cabeza contra el "Andromache"       |
| Frans Hamman               | Slade             | Miembro del barco "Ranger"                             | 2         | 2014       | Muerto | Asesinado por O'Malley                                       |
| Anthony Bishop             | Singleton         | Miembro del barco "Walrus"                             | 2         | 2014       | Muerto | Asesinado por James Flint                                    |
| Paul Snodgrass             | Sanderson         | Miembro del barco "Trinity"                            | 2         | 2014-2015  | -      | -                                                            |
| Graham Clarke              | Lilywhite         | Capitán                                                | 2         | 2014       | -      | -                                                            |
| Quentin Krog               | Turk              | Miembro del barco "Walrus"                             | 2         | 2014       | -      | -                                                            |
| Michael McCloud            | Lars              | Miembro del barco "Walrus"                             | 1         | 2014       | Muerto | Asesinado por Hayes                                          |
| Ernest Ndhlovu             | Mosiah            | Miembro del puerto Nassau                              | 1         | 2014       | Muerto | Asesinado por Vane para prevenir que apoye a James Flint     |
| Eddy Kalonji               | Levi              | Miembro del barco "Walrus"                             | 1         | 2014       | Muerto | Asesinado por Anne Bonny para evitar que defendiera a Mosiah |
| Shaun Acker                | Beauclerc         | Miembro del barco "Walrus"                             | 1         | 2014       | -      | -                                                            |
| Martin Le Maitre           | Bridge            | Capitán del barco "Demeter"                            | 1         | 2014       | -      | -                                                            |
| Greg Parvess               | Gruenwald         | Pirata                                                 | 1         | 2014       | -      | -                                                            |
| Geoff Kukard               | Froom             | Miembro del barco "Walrus"                             | 1         | 2014       | -      | -                                                            |
| Richard Antrobus           | Phillip           | Miembro del barco "Lion"                               | 1         | 2014       | -      | -                                                            |
| Godfrey Johnson            | Gaunt             | Miembro del barco "Walrus"                             | 1         | 2014       | -      | -                                                            |
| Leon Clingman              | Prizemaster       | Miembro del barco "Ranger"                             | 1         | 2014       | -      | -                                                            |

## Barcos
- Spanish Man O' War - Su capitán es James Flint, la tripulación del barco está formada por 32 hombres de Flint y varios miembros de la tripulación española. El Spanish Man O' War ha estado en batalla con el "Ranger".
- Queen Anne's Revenge - Su capitán es Edward "Barbanegra" Teach.
- Fancy - Su capitán y dueño es el pirata Charles Vane, anteriormente el capitán y dueño era el pirata Edward "Ned" Low, que fue asesinado por Vane.
- Colonial Dawn - Su capitán es el pirata Jack Rackham.
- Intrepid - Su capitán es el pirata Naft, su oficial Reginald Walker y su contramaestre Jacob Garrett.
- Scarborough - Su capitán es el capitán de la marina real Hume y el dueño del barco es el rey Jorge I de Gran Bretaña.
- Royal Lion - Su capitán es el pirata Benjamin Hornigold.
- Black Hind - Su capitán es el pirata Geoffrey Lawrence, su oficial es el pirata Harrison.
- Goliath - Su capitán fue Linus Harcourt.
- Demeter - Su capitán es el pirata Bridge.
- Trinity - El pirata Sanderson es miembro del barco.

### Destruidos o antiguos
- Walrus - Su capitán es el pirata James Flint, el oficial del barco fue Gates y el contramaestre fue William Manderly, la tripulación del barco era de entre 40-60 hombres. El Walrus estuvo en varias batallas y capturó el barco de Parrish, destruyó el Andromache y capturó el "Spanish Man O' War". La tripulación del Walrus se apoderó del barco "Spanish Man O' War" después de que el Walrus quedara destruido. Cuando el cap. Jack Rackham busca el oro español, él y su tripulación reconstruyen el Walrus para poder llevar a Nueva Providencia el oro.
- Ranger - Su capitán fue el pirata Charles Vane, el barco quedó destruido y casi toda la tripulación murió, tras ser atacados por el "Spanish Man O' War".
- Andromache - Su capitán fue el capitán mercante Dyfed Bryson, su oficial fue el pirata Hayes. El barco contaba con 60 hombres en su tripulación y fue destruido durante un enfrentamiento con el "Walrus".
- Good Fortune - Su capitán fue Jefferson, el barco fue destruido por el barco "Fancy" bajo el mando de Ned Low.
- True North - Fue un barco mercante destruido por el "Colonial Dawn" bajo el mando de Jack Rackham.
- Urca de Lima - Su dueño fue el rey Felipe V de España, el barco quedó destruido.
- Maria Aleyne - Es un barco mercante.

## Episodios
La serie estuvo conformada por 4 temporadas y se transmitieron 38 episodios.

## Producción
El 17 de enero de 2014 la cadena Starz lanzó el primer episodio titulado "I." por YouTube.
La serie contó con la participación de los productores ejecutivos Michael Bay, Brad Fuller, Andrew Form, Chris Symes y Jonathan E. Steinberg.
La serie fue filmada en "Cape Town Film Studios", en la Ciudad del Cabo, en Sudáfrica. Para la construcción de los barcos y los detalles de estos se necesitó de más de trescientos trabajadores. La secuencia de créditos de apertura de la serie fue hecha por "Imaginary Forces" y los directores Michelle Dougherty y Karin Fong, con el tema musical inspirado en el mar y compuesto por el compositor Bear McCreary.
El 16 de enero de 2013 la cadena Starz anunció que había ordenado una segunda temporada conformada por 10 episodios, la cual fue estrenada en 2015, la pronta renovación de la serie se basó en la positiva reacción que tuvieron los fanes durante la San Diego Comic-Con. El 12 de octubre de 2014 se anunció que la serie había sido renovada para una tercera temporada sin que la segunda temporada fuera estrenada. El 31 de julio de 2015 se anunció que la serie había sido renovada para una cuarta temporada sin que la tercera temporada fuera estrenada. Black Sails en la historia (DStv 186) se canceló después de 4 temporadas y de un fuego devastador que asoló el set donde se filmaba el drama en mayo de 2016, y que fue filmado en Ciudad del Cabo en los estudios Cape Town. La 4ª temporada de Black Sails, que fue transmitida en 2017, fue la última de la serie dramática de aventuras producida para el canal Starz en Estados Unidos y con licencia de A + E Networks UK para su canal History en la plataforma de televisión por satélite DStv de MultiChoice En Sudáfrica y África. 
A principios de mayo de 2016, un incendio devastador que tomó horas para poner bajo control, destruyó uno de los barcos en los Estudios de Ciudad del Cabo, fue quemado y devorado en el incendio y causó daños masivos en parte de los sets. Starz dijo a Channel24 que no quería comentar sobre el incendio y el daño en el set. Ahora no habrá más episodios de Black Sails para otra temporada en el extenso lote que incluía una gran ciudad pirata con una recreación en la costa, ya no será filmado. La serie, vista en más de 200 países y territorios, sigue las hazañas del Capitán Flint (Toby Stephens) y tiene lugar 20 años antes de la novela clásica de Robert Louis Stevenson, La Isla del Tesoro (Treasure Island). "Es un privilegio raro en la televisión tener el tipo de libertad creativa que hemos disfrutado en este show en los últimos cuatro años", dice Jonathan E. Steinberg, cocreador y productor ejecutivo en un comunicado anunciando la cancelación de Black Sails. "Si bien fue una decisión difícil para nosotros hacer de esta temporada nuestra última, simplemente no podíamos imaginar nada más allá de ella que haría un mejor final a la historia". De acuerdo con Starz la última cuarta temporada "nos llevará a las costas de la Isla del Tesoro como siempre fue la intención, Black Sails ha sido un tremendo éxito, gracias a los fieles seguidores y los grandes números de audiencia, a los premios de reconocimiento y la habilidad de nuestra producción de clase mundial en Ciudad del Cabo, no podríamos estar más orgullosos de esta serie tan especial". Black Sails mezcla personajes históricos y de ficción. Quizás ahí radica su éxito: en unir piratas famosos con otros sacados de La Isla del tesoro de Stevenson. Los personajes cuentan su vida 20 años antes de los hechos narrados en el libro.

## Premios y nominaciones
| Año  | Categoría                              | Premio     | Nominados (as)                                                | Resultado |
| ---- | -------------------------------------- | ---------- | ------------------------------------------------------------- | --------- |
| 2016 | Outstanding Sound Editing For A Series | Emmy Award | Benjamin Cook, Sue Cahill, Stefan Henrix, Jeffrey A. Pitts... | Ganó      |
| 2016 | Outstanding Special Visual Effects     | Emmy Award | Erik Henry, Terron Pratt, Ashley J. Ward...                   | Nominados |

## Distribución internacional
El 5 de mayo de 2014 el Canal TNT (España) estrena la serie en exclusiva para España. La serie también fue emitida a través de , , FX Latinoamérica y .
| País        | Cadena     | Fecha de inicio (1.ª temporada) | Fecha de finalización (1.ª temporada) |
| ----------- | ---------- | ------------------------------- | ------------------------------------- |
| Alemania    | Starz      | 10 de enero de 2014             | -                                     |
| Argentina   | FOX1       | 28 de enero de 2014             | -                                     |
| Colombia    | FOX1       | -                               | -                                     |
| Chile       | FOX1       | 26 de enero de 2014             | 15 de marzo de 2014                   |
| España      | TNT        | 5 de mayo de 2014               | -                                     |
| Francia     | Starz      | 10 de enero de 2014             | -                                     |
| México      | Movie City | 28 de enero de 2014             | -                                     |
| Paraguay    | SNT        | 3 de septiembre de 2016         | 22 de octubre de 2016                 |
| Venezuela   | FOX1       | 26 de enero de 2014             | -                                     |
| Reino Unido | 5Spike     | -                               | - -                                   |